# Culex seyrigi
Culex seyrigi är en tvåvingeart som beskrevs av Edwards 1941. Culex seyrigi ingår i släktet Culex och familjen stickmyggor.
Artens utbredningsområde är Madagaskar. Inga underarter finns listade i Catalogue of Life.